# Vegas del Genil
Vegas del Genil település Spanyolországban, Granada tartományban. Vegas del Genil Santa Fe, Granada, Churriana de la Vega, Cúllar Vega és Las Gabias községekkel határos. Lakosainak száma 12 325 fő (2024).

## Népesség
A település népessége az elmúlt években az alábbi módon változott:
| Lakosok száma | 3035 | 4922 | 6599 | 8587 | 9472 | 10 264 | 10 518 | 11 166 | 11 678 | 12 325 |
|               | 2001 | 2004 | 2006 | 2009 | 2011 | 2014   | 2016   | 2019   | 2021   | 2024   |